# Arag
L'arag, ara ou arak (en tibetain et dzongkha : ཨ་རག ་; en wylie : a-rag, terme dérivé de l'arabe عرق,ʿaraq), est un alcool distillé de l'espace culturel tibétain (Bhoutan, Chine, Inde, Népal) obtenu à partir d'orge, de riz ou d'autres céréales.